# Powiat żarski
Powiat żarski är ett distrikt (polska: powiat), tillhörande Lubusz vojvodskap i västra Polen. Huvudort är staden Żary. Distriktet hade totalt 99 762 invånare år 2011. Det är medlem av det tysk-polsk-tjeckiska regionala samarbetsorganet Euroregion Neisse.

## Geografi

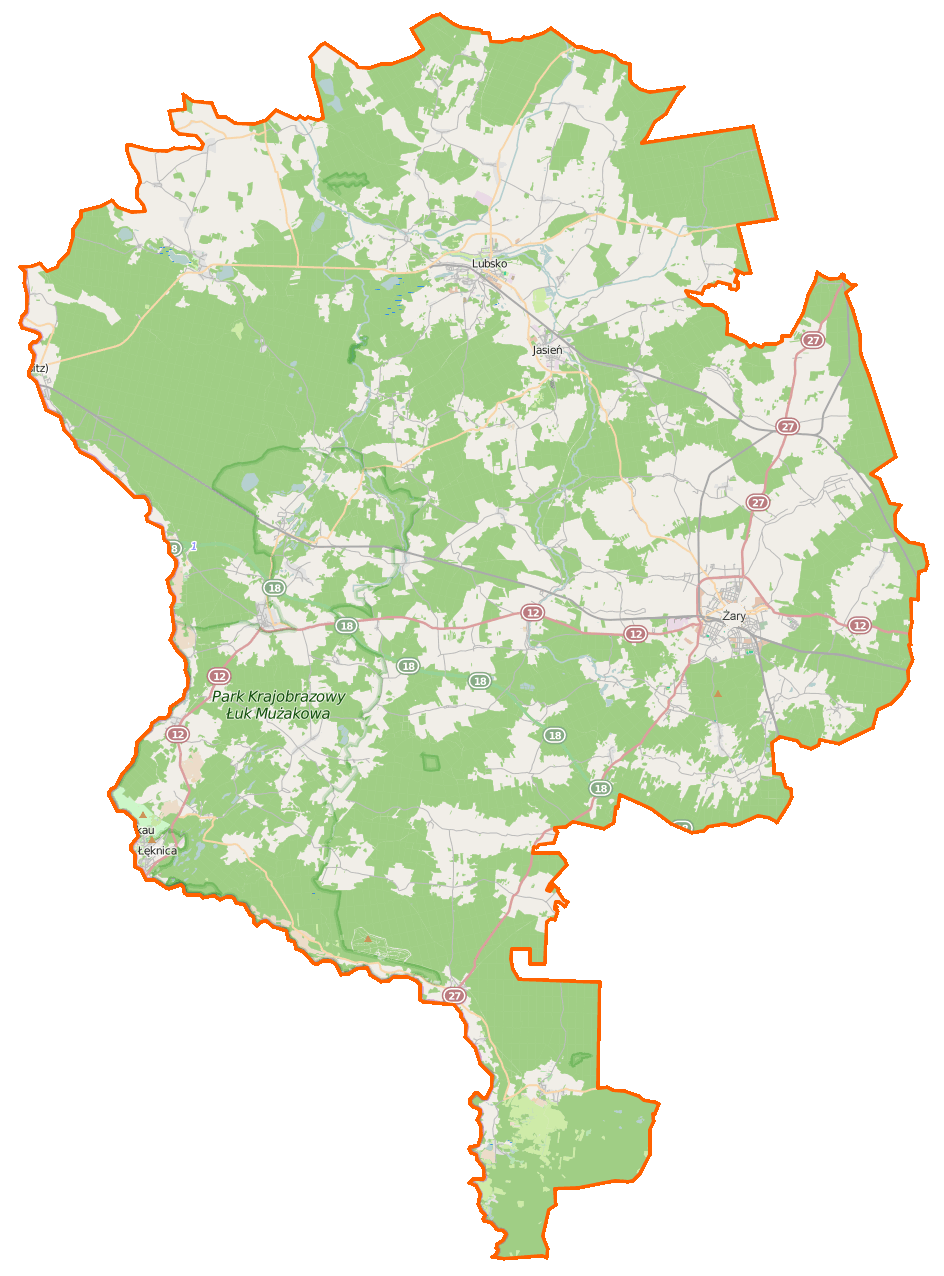
Karta över distriktet.

Distriktet ligger i det historiska landskapet Niederlausitz mellan floderna Lausitzer Neisse, som utgör gränsflod mot Tyskland, och Bóbr. Distriktets yta är 1394 km².

## Administrativ kommunindelning
Distriktet omfattar totalt tio kommuner (gmina), varav två är stadskommuner, två är stads- och landskommuner och sex är landskommuner. Invånarantal anges för 30 juni 2008.

### Stadskommuner
Följande kommuner utgörs endast av en stad:
- Łęknica (2 605)
- Żary (38 801), Żarys stadskommun.

### Stads- och landskommuner
Följande kommuner utgörs av en stad med omkringliggande landsbygd och småorter:
- Jasień (7 216)
- Lubsko (19 332)

### Landskommuner
Följande kommuner saknar orter med stadsrättigheter:
- Brody (3 482)
- Lipinki Łużyckie (3 232)
- Przewóz (3 261)
- Trzebiel (5 731)
- Tuplice (3 251)
- Gmina Żary (11 649), Żarys landskommun.

## Kultur och sevärdheter

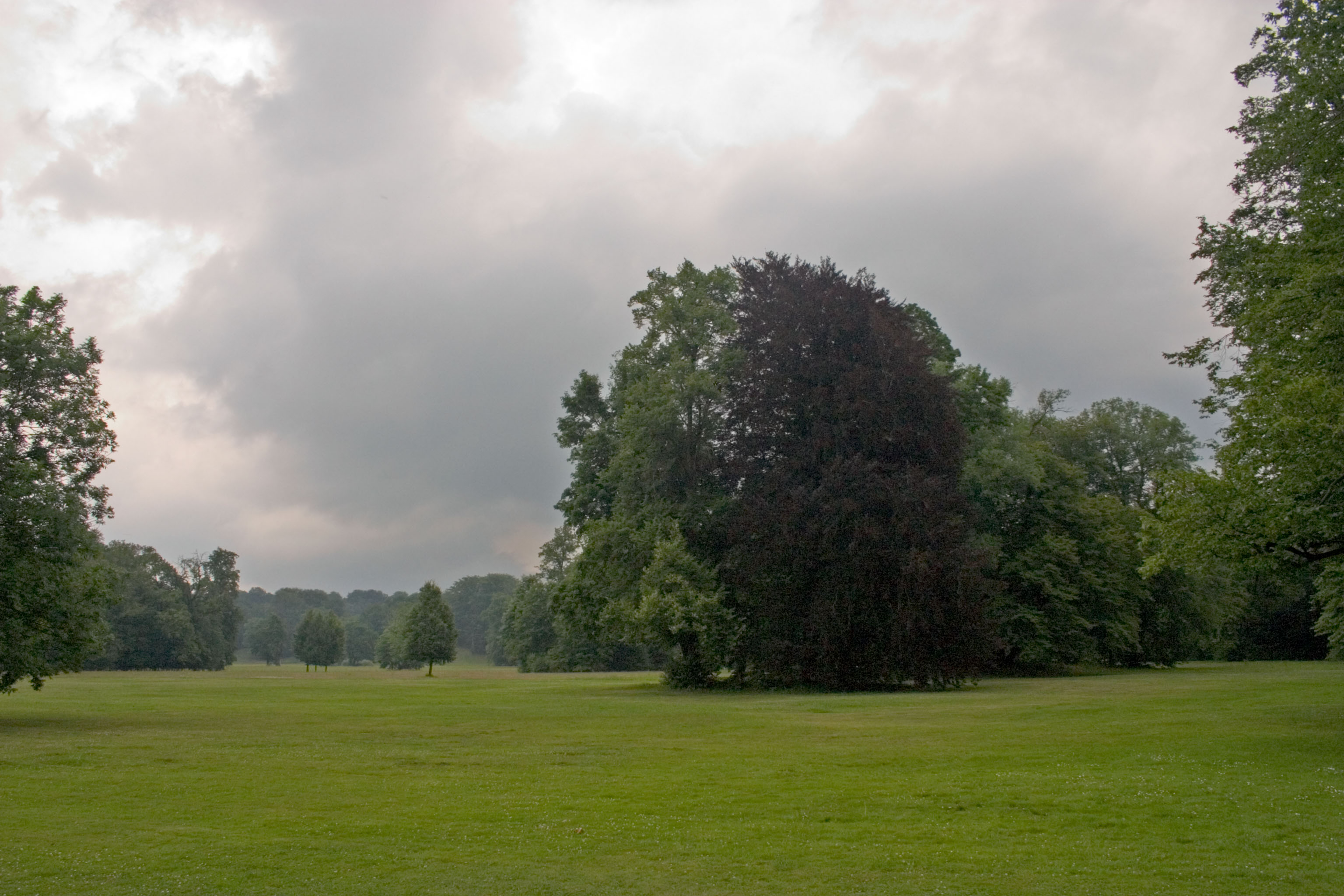
Muskauparken

I staden Łęknica vid gränsen mot Tyskland ligger Muskauparken, ett Unescovärldsarv med en stor engelsk parkanläggning från 1800-talet vars östra del ligger i Polen. Den västra delen ligger i gränsstaden Bad Muskau på den tyska sidan av gränsen.